# Артикуляция (фонетика)
Артикуля́ция (от лат. articulo — «расчленяю») — в фонетике, совокупность работ отдельных произносительных органов при образовании звуков речи. В произношении любого звука речи принимают то или иное участие все активные произносительные органы. Положение этих органов, необходимое для образования данного звука, образуют его артикуляцию, отделимость звуков, чёткость их звучания.
Стриктура (не следует путать со словом «структура») является одним из способов образования, то есть определяющим фактором того, насколько близко органы речи приближаются друг к другу, создавая звуки. Параметры иначе, чем стриктура, участвуют в образовании одно- и многоударных, а также в шипящих фрикативах. Назализованность и произношение боковых согласных тоже считается способом образования согласных, но некоторые учёные, такие как Питер Ладефогед, считают их отдельным явлением.
Артикуляция звука состоит из трёх этапов:
1. экскурсия — подготовка речевого аппарата к произнесению звука, или начало артикуляции;
2. выдержка — само произношение с сохранением положения органов, необходимого для произнесения;
3. рекурсия — окончание артикуляции, представляющее собой завершение звука, при котором органы речи меняют своё расположение для произнесения следующего звука или переходят в состояние покоя.

В реальных условиях обычно произносятся не отдельные звуки, а речевая цепочка, тогда экскурсия следующего звука накладывается на рекурсию, а иногда и на выдержку предыдущего звука.